# Међународни дан забране проституције
Међународни дан забране проституције (МДЗП) дан је посвећен супростављању сексуалном раду. Обележава се сваког 5. октобра у години, почевши од 2002. године.

## Историја
Међународни дан забране проституције (МДЗП) први пут је узет у разматрање 2002. године. Током те године одржани су догађаји у којима је стекао признање у области залива Сан Франциско, у Калифорниј и у Мелбруну, Викторији.
Током 2005. године Институт за људска права Универзитета Филипина и Азијско-Пацифичка Коалиција Против Трговине Женама организовали су догађај који су посветили међународном дану забране проституције, на ком су расправљали о Закону о борби против трговине људима из 2003. године. Током 2008. године одржана је вечерња молитва уз свеће у Фениксу, Аризони, која је била посвећена међународном дану забране проституције, док је друга таква молитва одржана 2010. године на истом месту, али овај пут уз присуство градских челника и бивших сексуалних радница.
Коалиција Против Трговине Женама је 2010. године обележила МДЗП, супростављајући се одлуци у случају Бедфорд против Канаде, која поништава канадску законску одредба која се противи сексуалном раду. Група бивших жртава трговине људима и бивших сексуалних радница у Канади такође је била против поништавања ових закона, те је одржала протест испред суда у центру Торонта, Онтарио, у знак препознавања МДЗП.
Организација „Људи који се боре против проституције” 2011. године у Филипинима исказала је разочарање што градско веће Cagayan де Оро није организовало никакве догађаје у знак препознавања МДЗП.